# Грб Ватикана
Грб Ватикана је званични хералдички симбол државе Ватикан. Грб је врло сличан грбу Свете столице и хералдички се описује као црвени (Gules) штит са два укрштена (saltire) кључа, златни (or) и сребрни (argent), повезани златним престовима испод сребрне тијаре, са златном папском круном.
Грб Свете столице има кључеве супротно постављене и другачије повезане.

## Симболизам
- Укрштени кључеви симболишу кључеве светог Петра.
- Кључеви су златни и сребрни да би се представила моћ спајања и раздвајања дата Цркви.
- Трострука круна (тијара) представља папине три функције - врховни пастор, врховни учитељ и врховни свештеник.
- Златни крст изнад три круне симболише распеће Исусово.